# Verzorgingsplaats 't Haasje
Verzorgingsplaats 't Haasje is een Nederlandse verzorgingsplaats, gelegen aan de A2 Amsterdam-Maastricht tussen afritten 35 en 36 nabij Leende.
Bij 't Haasje is een tankstation van TotalEnergies aanwezig. In 2013 wordt middels een veiling de huurrechten van het pompstation verkocht.
Aan de andere kant van de snelweg ligt verzorgingsplaats Groote Bleek.
Richting Eijsden:
Haarrijn · 
IJsselstein · 
Bisde · 
De Lucht West · 
Velder · 
't Haasje · 
Roevenpeel · 
Ellerbrug · 
Het Anker · 
Vossedal · 
Knuvelkes
Richting Amsterdam:
Patiel · 
Meerssen · 
Kruisberg · 
Swentibold · 
Bosserhof ·
Meiberg · 
Groote Bleek · 
Ooiendonk · 
De Lucht Oost · 
Lingehorst · 
Jutphaas · 
Ruwiel